# ФК „Ордино“
Футболен клуб „Ордино“ (на каталонски: Futbol Club Ordino) е андорски футболен клуб от едноименния град, играещ в шампионата на Андора. Домакинските си мачове играе на „Естади Комунал д'Андора ла Вела, Андора ла Веля.

## История
Основан през 2010 година. През 2012/13 отборът стартира във Втора дивизия на Андора. Начело на отбора застава Карлос Санчес Естеля, а през януари 2013 година има нов треньор Карлес Валверду. „Ордино“ не губи нито един мач и става шампион на Втора дивизия. Голмайстор на първенството и на отбора става Карлос Гомес.
В края на октомври 2013 година начело на отбора застава Хосе Луис Дуке, заменил Салвадор Еструх. През август 2014 година старши треньор на „Ордино“ става Виктор Мануел Торес Местре. От септември 2016 година известния аржентински футболист Хавиер Савиола влиза в треньорския щаб на клуба.

## Успехи
- Сегунда Дивисио:
  -  Шампион (1): 2012/13

## Треньори
- Карлос Санчес Естеля (2012 – 2013)
- Салвадор Еструх (2013)
- Хосе Луис Дуке (2013 – 2014)
- Виктор Мануел Торрес Местре (2014)
- Хосе Кереда (2014 – 2015)
- Мигел Анхел Лозано (2015 – 2016)
- Пако Доминго (2016—)